# ザ・ボーイ・フロム・オズ
『ザ・ボーイ・フロム・オズ』（The Boy from Oz）は、歌手・作曲家のピーター・アレンの人生を元に、アレンの楽曲を用いたオーストラリアのジュークボックス・ミュージカル。1996年に出版されたステファン・マクリーンによるアレンの伝記本を原案に、ニック・エンライトによって脚本が執筆された。1998年にトッド・マケニーを主演にオーストラリアで初演され、2003年にはマーティン・シャーマンによって脚色されたブロードウェイ・ミュージカルがヒュー・ジャックマン主演で上演された。

## 背景

### 脚本
ステファン・マクリーンはアレンに心酔し、世界中のアレンのキャリアについて回り、数多くのインタビューをし、アレンのオーストラリアでのソロキャバレーデビューを撮影した。1992年のアレンの死後、マクリーンはアレンの伝記本の執筆を始め、『Peter Allen: The Boy from Oz』のタイトルで1996年に出版した。
伝記本の執筆中、マクリーンは1970年代初頭のアレンの仕事を知っていたプロデューサーのベン・ギャノンにアレンの伝記映画の制作を提案する。しかしギャノンはドキュメンタリーの制作が先だと考え、マクリーンの脚本・監督による『ザ・ボーイ・フロム・オズ』をプロデュースした。本作は1995年にオーストラリアのABCテレビジョンで放送された。
1996年に伝記本が出版された後、ギャノンとロバート・フォックスはこの本をミュージカルの原案にすることを決める。脚本はニック・エンライトが執筆し、マクリーンはミュージカル・ワークショップのコンサルタントを務めた。

### オリジナル版
オリジナル版は1998年3月5日にシドニーのハー・マジェスティーズ・シアターにてトッド・マケニー主演で初演された。ブリズベン、メルボルン、アデレード、パースでも公演を行い、120万人以上の観客を動員し、2年間で766回上演された。

### ブロードウェイ公演
主演はヒュー・ジャックマン。2003年9月16日にインペリアル・シアターにてプレビュー公演が行われ、同年10月16日に開幕した。ジャックマンの契約満了に伴い2004年9月12日に閉幕し、32回のプレビュー公演と365回の本公演が行われた。本公演では脚本家のマーティン・シャーマンによってオーストラリアの方言の一部をアメリカの観客向けに脚色し、アメリカ人のキャラクターであるガーランド、ミネリの役割が拡大された。 監督はフィリップ・ウィリアム・マッキンリー、振付はジョーイ・マックニーリーが担当した。2004年のトニー賞ではジャックマンがミュージカル主演男優賞を受賞した他、本公演も最優秀ミュージカル賞を含む4つの部門にノミネートした。

### オーストラリア・アリーナツアー
2006年8月3日から9月10日の期間、観客1万人以上のアリーナステージ用に特別にデザインされた新プロダクション『ボーイ・フロム・オズ アリーナ・スペクタキュラー』としてオーストラリア・ツアーを行った。ジャックマンがアレン役として再演し、本ツアーはアメリカの振付師のケニー・オルテガによって監督された。ツアーには40人のシンガー兼ダンサーと、25人編成のオーケストラがサポートキャストとして参加した。
また、シドニー、メルボルン、アデレード、ブリスベンではオーストラリア少女合唱団の100人の少女たちの歌声が披露された。

## 日本版公演
2005年に日本版公演が初演され、20th Centuryの坂本昌行がアレンを演じた。その後、日本で同じキャスト、カンパニーで2006年・2008年にも再演された。2020年には3度目の再演が決定。この年、アレン役の坂本は48歳の年であり、「ピーター・アレンが亡くなられた年齢と同じ年齢で今回演じることができるのは、何かの運命のように感じています」と語っている。しかし新型コロナウイルスの影響で全公演中止になり、2022年に改めて上演された。

### 公演日程
- 2005年版
  - 2005年6月10日 - 6月27日 （東京・青山劇場）
- 2006年版
  - 2006年10月28日 - 11月6日 （東京・青山劇場）
  - 2006年11月23日 - 11月26日 （大阪・大阪厚生年金会館（現・オリックス劇場）芸術ホール）
- 2008年版
  - 2008年10月5日 - 10月14日 （東京・青山劇場）
  - 2008年10月23日 - 10月26日 （大阪・シアターBRAVA!）
- 2022年版
  - 2022年6月18日 - 7月3日 （東京・東急シアターオーブ）
  - 2022年7月14日 - 7月16日 （大阪・オリックス劇場）

### 主な配役

#### 2005年・2006年・2008年版キャスト
- ピーター・アレン（ピーター・ウールノー） - 坂本昌行（V6 / 20th Century）
- グレッグ・コンネル - IZAM
- ライザ・ミネリ - 紫吹淳
- ジュディ・ガーランド - 鳳蘭
- マリオン・ウールノー - 今陽子
- ディー・アンソニー / ディック・ウールノー - 団時朗
- クリス・ベル - 松原剛志

#### 2022年版キャスト
- ピーター・アレン（ピーター・ウールノー） - 坂本昌行（20th Century）
- グレッグ・コンネル - 末澤誠也（Aぇ! group／関西ジャニーズJr.）[12]
- ライザ・ミネリ - 紫吹淳
- ジュディ・ガーランド - 鳳蘭
- マリオン・ウールノー - 今陽子
- ディー・アンソニー / ディック・ウールノー - 宮川浩
- クリス・ベル - 松原剛志